# Blue Tango
Blue Tango è un brano musicale composto dal musicista statunitense Leroy Anderson e pubblicato nel 1952. Il brano, inizialmente strumentale, è diventato un successo commerciale con il testo scritto dal paroliere statunitense Mitchell Parish.

## Interpretazioni
Tra gli artisti che hanno interpretato il brano negli anni cinquanta vi sono Hugo Winterhalter, Les Baxter, Guy Lombardo, Alma Cogan e altri.
Amanda Lear ha interpretato Blue Tango in una versione disco music pubblicata nel 1977 sia come singolo omonimo, sia all'interno del suo primo album I Am a Photograph .